# Правителі Чехії

## Легендарні чеські князі
- Чех
- Крок
- Пржемисл Орач і Любуша
- Нєзамисл
- Мната
- Воєн
- Вніслав
- Кжесомисл
- Неклан
- Гостивіт

## ПравительДержави Само
- Само (623–659)

## ПравителіВеликоморавського князівства

### Моймировичі
- Моймир I (830–846)
- Ростислав (846–870)
- Святополк I (870–894)
- Моймир II (894–907)

## Історичні князі

### Пржемисловичі
- Боривой I
- Спігнєв I
- Вратислав I
- Вацлав І Святий
- Болеслав І Грізний
- Болеслав ІІ Набожний
- Болеслав ІІІ Рудий

### П'ясти
- Владівой

### Пржемисловичі
- Яромир
- Болеслав ІІІ Рудий

### П'ясти
- Болеслав IV

### Пржемисловичі
- Яромир
- Ольдржих
- Яромир
- Ольдржих
- Бржетіслав І
- Спігнев ІІ
- Вратіслав ІІ
- Конрад І Брненський
- Бржетіслав ІІ Молодший
- Боривой ІІ
- Святополк Оломоуцький
- Владислав І
- Боривой ІІ
- Владислав І
- Собіслав І
- Владислав ІІ
- Бедржих
- Собіслав ІІ
- Бедржих
- Конрад ІІ
- Вацлав ІІ
- Пржемисл І Оттокар
- Генріх Бржетислав
- Владислав Генріх
- Пржемисл І Оттокар

## Богемське королівство

Герб Богемського (Чеського) королівства і королів Богемії

Король Богемії (лат. Bohemie Rex) — титул, що вживався правителями Богемського королівства, а згодом імператорами Священної Римської та Австрійської (з 1867 р. — Австро-Угорської) імперій, до складу яких Богемія входила.

### Пржемисловичі
- Пржемисл І Оттокар
- Венцеслав I (він же Вацлав I)
- Пржемисл Отакар II
- Венцеслав II (він же польський король Вацлав II)
- Вацлав III

### Королі з різних родин
- Генріх Хорутанський
- Рудольф ІІІ Габсбург
- Генріх Хорутанський

### Люксембурзький дім
- 1310–1346: Йоган I (люксембурзький граф)
- 1346–1378: Карл І (імператор Священної Римської імперії Карл IV)
- 1378–1419: Венцеслав (Вацлав) IV (король римлян)
- 1419–1437: Сигізмунд I (імператор Священної Римської імперії)

### Корибутовичі
- ?—?: Сигізмунд Корибутович

### Габсбурги
- 1437–1439: Альбрехт (угорський король Альбрехт II )
- 1453–1457: Владислав I (угорський король)

### Подебрадські
- 1458–1471: Юрій Подебрадський

### Гуняді
- 1469–1490: Матвій І (угорський король Матвій Корвін)

### Ягеллони
- 1471–1516: Владислав II
- 1516–1526: Людовик (угорський король Людовик ІІ)

### Габсбурги
- 1526–1564: Фердинанд І (імператор Священної Римської імперії)
- 1564–1576: Максиміліан I (імператор Священної Римської імперії Максиміліан II)
- 1576–1612: Рудольф II (імператор Священної Римської імперії)
- 1612–1615: Матвій ІІ (імператор Священної Римської імперії Матвій)
- 1615–1619: Фердинанд II (імператор Священної Римської імперії)

### Віттельсбахи
- 1619–1620: Фрідріх І (пфальцький курфюрст Фрідріх V)

### Габсбурги
- 1620-1637: Фердинанд II (імператор Священної Римської імперії)
- 1637–1657: Фердинанд III (імператор Священної Римської імперії)
- 1646–1654: Фердинанд IV (король римлян)
- 1657–1705: Леопольд I (імператор Священної Римської імперії)
- 1705–1711: Йосиф І (імператор Священної Римської імперії)
- 1711–1740: Карл ІІ (імператор Священної Римської імперії Карл VI)
- 1740-1741: Марія-Тереза (імператриця Священної Римської імперії)

### Віттельсбахи
- 1741–1743: Карл-Альбрехт (імператор Священної Римської імперії Карл VII)

### Габсбурги
- 1743-1780: Марія-Тереза (австрійська імператриця)

### Габсбурзько-Лотаринзький дім
- 1780–1790: Йосиф II (австрійський імператор)
- 1790–1792: Леопольд ІІ(австрійський імператор)
- 1792–1835: Франц II (австрійський імператор)
- 1835–1848: Фердинанд V (австрійський імператор Фердинанд I )
- 1848–1916: Франц Йосиф I (австрійський імператор)
- 1916–1918: Карл ІІІ (австрійський імператор Карл І)

## Іконостас
| Портрет | Ім'я                          | Роки життя              | Правління               | Титул / Примітки | Династія      |
| ------- | ----------------------------- | ----------------------- | ----------------------- | --- | ------------- |
|         | Карл I Батько Karel I.        | 1316.05.14 — 1378.11.29 | 1346.08.26 — 1378.11.29 | син Йоганна імператор Священної Римської імперії (як Карл IV)                                                                                    | Люксембурзькі |
|         | Венцеслав IV Ледар Václav IV. | 1361.02.26 — 1419.08.16 | 1378.11.29 — 1419.08.16 | син Карла І король Богемії (разом із батьком — з 1363, самостійно — після 1378) і Німеччини                                                      | Люксембурзькі |
|         | Сигізмунд Лис Zikmund         | 1368.02.15 — 1437.12.09 | 1419.08.16 — 1437.12.09 | син Карла І, брат Венцеслава IV імператор Священної Римської імперії; через гуситів реально керував Богемією лише в 1419—1421 і 1436—1437 роках. | Люксембурзькі |

| Портрет | Ім'я                                      | Роки життя              | Правління               | Титул / Примітки                                                                                         | Династія  |
| ------- | ----------------------------------------- | ----------------------- | ----------------------- | --- | --------- |
|         | Марія-Тереза Просвітителька Marie Terezie | 1717.05.13 – 1780.11.29 | 1740.10.20 — 1741.12.19 | донька Карла ІІ; імператриця Священної Римської імперії, королева Угорщини і Хорватії, герцогиня Австрії | Габсбурги |

| Портрет | Ім'я                                    | Роки життя              | Правління               | Титул / Примітки                                                                           | Династія     |
| ------- | --------------------------------------- | ----------------------- | ----------------------- | ------------------------------------------------------------------------------------------ | ------------ |
|         | Карл-Альбрехт Реформатор Karel Albrecht | 1697.08.06 – 1745.01.20 | 1741.12.19 — 1743.05.12 | зять Йосифа IІ; згодом — імператор Священної Римської імперії (Карл VII), курфюрст Баварії | Віттельсбахи |

| Портрет | Ім'я                                      | Роки життя              | Правління               | Титул / Примітки | Династія  |
| ------- | ----------------------------------------- | ----------------------- | ----------------------- | --- | --------- |
|         | Марія-Тереза Просвітителька Marie Terezie | 1717.05.13 – 1780.11.29 | 1743.05.12 — 1780.11.29 | імператриця Священної Римської імперії, королева Угорщини, Хорватії, Галичини і Волині, герцогиня Австрії                 | Габсбурги |
|         | Йосиф II Худорлявий Josef II.             | 1741.03.13 — 1790.02.20 | 1780.11.29 — 1790.02.20 | син Марії-Терези; імператор Священної Римської імперії, король Німеччини, Угорщини і Богемії.                             | Габсбурги |
|         | Леопольд ІІ Чутливий Leopold II.          | 1747.05.05 — 1792.03.01 | 1790.02.20 — 1792.03.01 | син Йосифа І; імператор Священної Римської імперії, король Німеччини, Угорщини і Богемії.                                 | Габсбурги |
|         | Франц II Останній František I.            | 1768.02.12 — 1835.03.02 | 1792.03.01 — 1835.03.02 | син Леопольда ІІ; останній імператор Священної Римської імперії; імператор Австрії, король Німеччини, Угорщини і Богемії. | Габсбурги |